# Добой-Исток (община)
Община Добой-Исток (босн. и хорв. Opština Doboj Istok, серб. Општина Добој Исток) — боснийская община, расположенная в северной части Федерации Боснии и Герцеговины. Административным центром является город Клокотница. Образована после заключения Дейтонских соглашений.

## Население
По оценке на 2009 год, в общине Добой-Исток проживал 10221 человек в пяти населённых пунктах: Велика-Бриесница, Клокотница, Лукавица-Риека, Мала-Бриесница, Станич-Риека. По оценке на 2005 год всё население состояло исключительно из этнических боснийцев.